# Gnathia perimulica
Gnathia perimulica är en kräftdjursart som beskrevs av Théodore Monod 1926. Gnathia perimulica ingår i släktet Gnathia och familjen Gnathiidae. Inga underarter finns listade i Catalogue of Life.